# Baie des Chaleurs
Baie des Chaleurs (franska) eller Chaleur Bay (engelska) är en vik i Kanada.   Den ligger i Saint Lawrenceviken mellan provinserna Québec och New Brunswick, i den östra delen av landet, 800 km öster om huvudstaden Ottawa.